# Валдгеймское сельское поселение
Валдгеймское се́льское поселе́ние — муниципальное образование в Биробиджанском районе Еврейской автономной области Российской Федерации.
Административный центр — село Валдгейм.

## История
Статус и границы сельского поселения установлены Законом Еврейской автономной области от 26 ноября 2003 года № 227-ОЗ «О статусе и границе Биробиджанского муниципального района»

## Население
| 2010  | 2011  | 2012  | 2013  | 2014  | 2015  | 2016  |
| ----- | ----- | ----- | ----- | ----- | ----- | ----- |
| 3019  | ↘3013 | ↗3077 | ↗3165 | ↗3216 | ↘3176 | ↘3132 |
| 2017  | 2018  | 2019  | 2020  | 2021  | 2023  |       |
| ↘3055 | ↘3023 | ↘2991 | ↘2931 | ↘2506 | ↘2466 |       |

## Состав сельского поселения
| № | Населённый пункт | Тип населённого пункта       | Население |
| - | ---------------- | ---------------------------- | --------- |
| 1 | Аэропорт         | село                         | ↗62       |
| 2 | Валдгейм         | село, административный центр | ↘1912     |
| 3 | Жёлтый Яр        | село                         | ↘511      |
| 4 | Красный Восток   | село                         | ↘53       |
| 5 | Пронькино        | село                         | ↘481      |